# Oša
Oša (rusky Оша) je řeka v Omské oblasti v Rusku. Je 530 km dlouhá. Povodí má rozlohu 21 300 km².

## Průběh toku
Odtéká z jezera Ačikul (4,5 km²), které je propojené s jezery Tenis (118 km²) a Saltaim. Teče přes Západosibiřskou rovinu. Ústí zleva do Irtyše (povodí Obu).

## Vodní režim
Zdrojem vody jsou převážně sněhové srážky. Průměrný roční průtok vody ve vzdálenosti 316 km od ústí činí 2,4 m³/s. Zamrzá na konci října a rozmrzá ve druhé polovině dubna. Nejvyšších vodních stavů dosahuje většinou v dubnu a někdy v květnu.